# Kolpophis annandalei
Genre
Espèce
Synonymes
- Distira annandalei Laidlaw, 1901

Statut de conservation UICN

 DD  : Données insuffisantes
Kolpophis annandalei ou Serpent marin à grosse tête, unique représentant du genre Kolpophis, est une espèce de serpents de la famille des Elapidae.

## Habitat et répartition
Cette espèce marine se rencontre dans eaux du Viêt Nam, de la Thaïlande, de la Malaisie, de Singapour et de Kalimantan et Java en Indonésie.
Elle vit près des côtes dans des eaux boueuses peu profonde, sur les fonds de vase et de sable et dans les estuaires. Parfois, elle s'aventure en eaux douces.

## Description
L'holotype de Kolpophis annandalei mesure 500 mm dont 70 mm pour la queue, mais cette espèce peut atteindre 910 mm. Ce serpent a la face dorsale gris olivâtre et présente entre 35 et 46  bandes gris pale peu marquées. Sa face ventrale est blanc jaunâtre. 
Il s'agit d'un serpent marin venimeux qui détecte les mouvements et l'odeur de ses proies, essentiellement des petits poissons et des crustacés.

## Étymologie
Cette espèce est nommée en l'honneur de Nelson Annandale.

## Publications originales
- Laidlaw, 1901 : List of a Collection of Snakes, Crocodiles, and Chelonians from the Malay Peninsula, made by members of the Skeat Expedition, 1899-1900. Proceedings of the Zoological Society of London, vol. 1901, p. 575-583 (texte intégral).
- Smith, 1926 : Monograph on the Sea Snakes (Hydrophiidae). British Museum, London, p. 1-130.